# Route principale 21 (Suisse)
Pour les articles homonymes, voir H21 et Route 21.
La Route principale 21 est une route principale suisse reliant Saint-Gingolph au tunnel du Grand-Saint-Bernard. Débutant à Saint-Gingolph à la frontière franco-suisse, elle remonte depuis le Léman la rive gauche de la vallée du Rhône. D'abord dans le Chablais valaisan jusqu'à Monthey puis franchit le Rhône vers Bex dans le canton de Vaud et continue alors en tronçon commun avec la route principale 9 jusqu'à Martigny. En aval de Saint-Maurice, la route principale 21 franchit à nouveau le Rhône pour se retrouver définitivement en Valais où elle longe le fleuve jusqu'à Martigny, elle devient alors un tronçon de la route européenne 27, remonte la vallée de la Drance jusqu'à Sembrancher puis le val d'Entremont jusqu'au tunnel du Grand-Saint-Bernard permettant le passage à la Vallée d'Aoste en Italie.

## Parcours

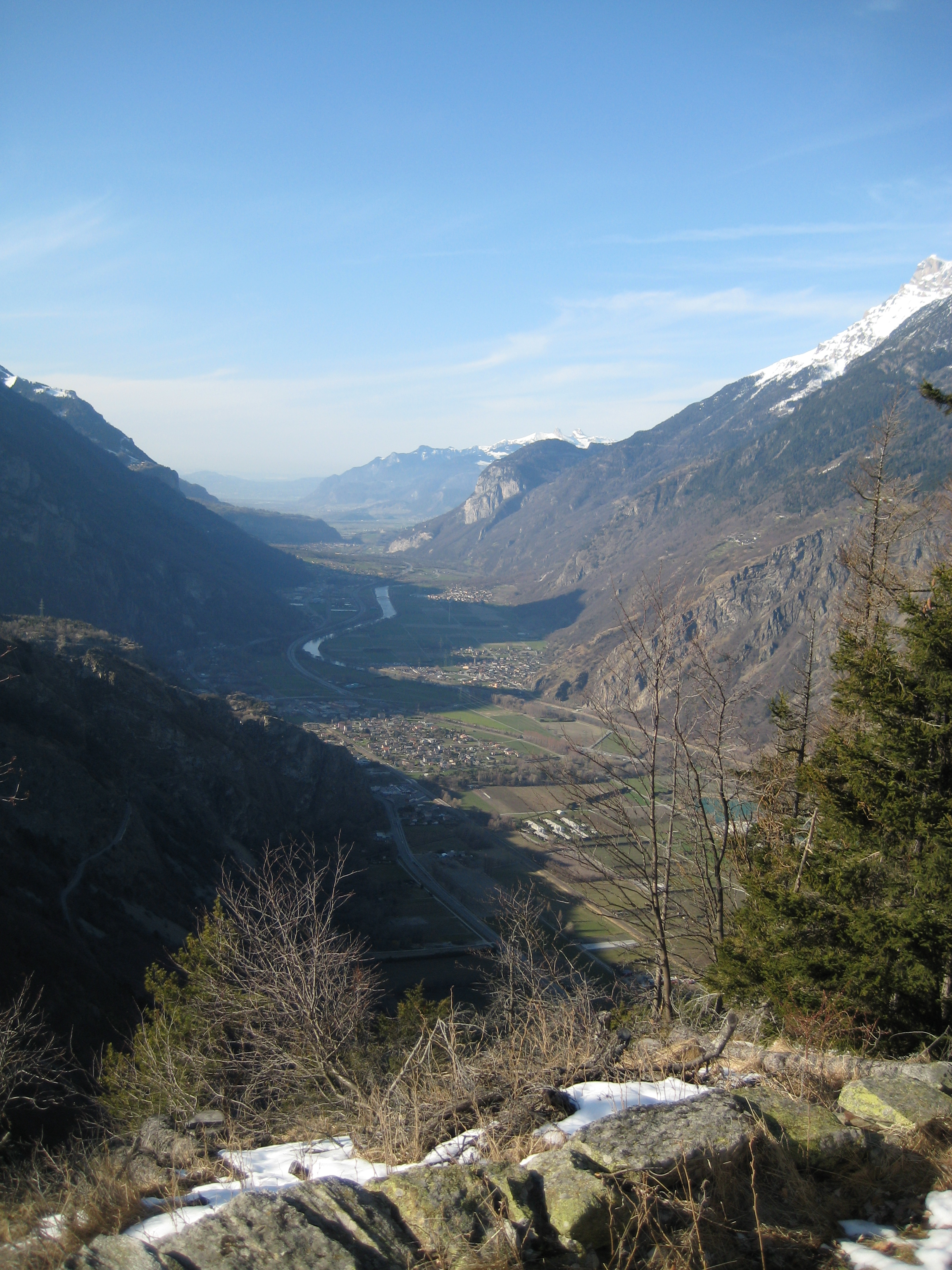
De St-Gingolph, au bord du lac Léman, à Martigny, la H9 remonte la vallée du Rhône.

- D 1005 (Haute-Savoie, France)
- Douane de St-Gingolph (frontière Suisse - France)
- Saint-Gingolph
- Le Bouveret
- Les Evouettes
- 144 vers Villeneuve ( et )
- Vouvry
- Vionnaz
- Collombey-Muraz 145 vers  (St-Triphon) et
- Monthey 201 vers le Pas de Morgins
  -  Pont sur la Vièze
- Massongex
  -  Pont sur le Rhône ( Valais/ Vaud)
- Bex     (début tronçon commun)
  -  Pont sur le Rhône ( Vaud/ Valais)
- Saint-Maurice   , 146 vers Massongex
  -  Pont sur le Mauvoisin
- Evionnaz
- Vernayaz
  -  Pont sur le Trient
  -  Pont sur la Dranse
- Martigny     (fin tronçon commun)
- Martigny-Expo, se confond alors avec la , tronc commun avec la , 203
  - Tunnel du Mont-Chemin
  -  Pont sur la Dranse
- Martigny-Croix  203 vers le col de la Forclaz
- Bovernier
  -  Pont sur la Dranse
  -  Pont sur la Dranse
- Sembrancher 205 vers Verbier
  -  Ponts sur la Drance d'Entremont
- Orsières 507 vers Champex
- Liddes
- Bourg-Saint-Pierre
- Route du Col du Grand-Saint-Bernard
  -  Tunnel du Grand-Saint-Bernard
- Douane (frontière Suisse - Italie)
- (Vallée d'Aoste, Italie)

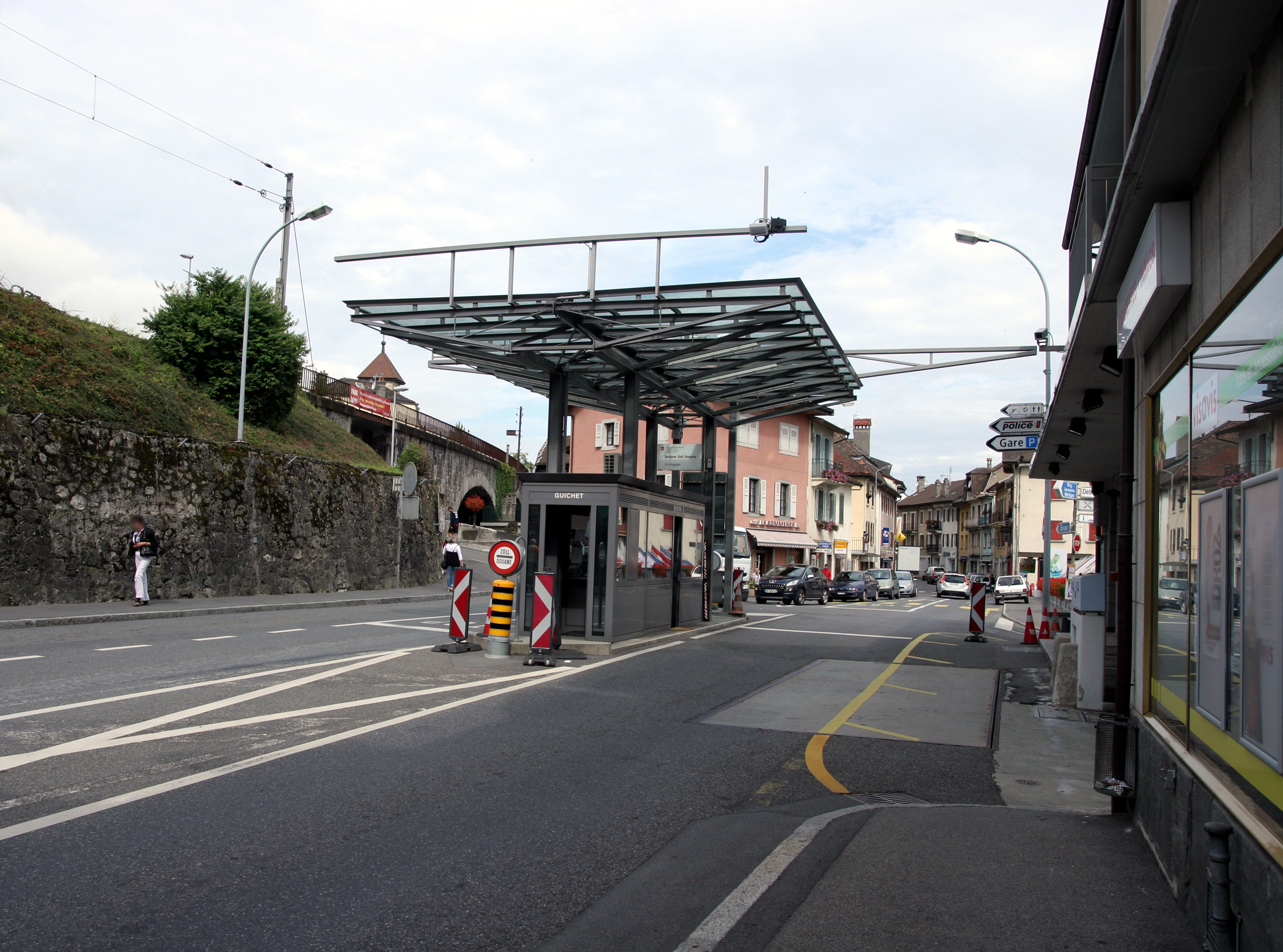
Le début de la route H21 à la douane de St-Gingolph.
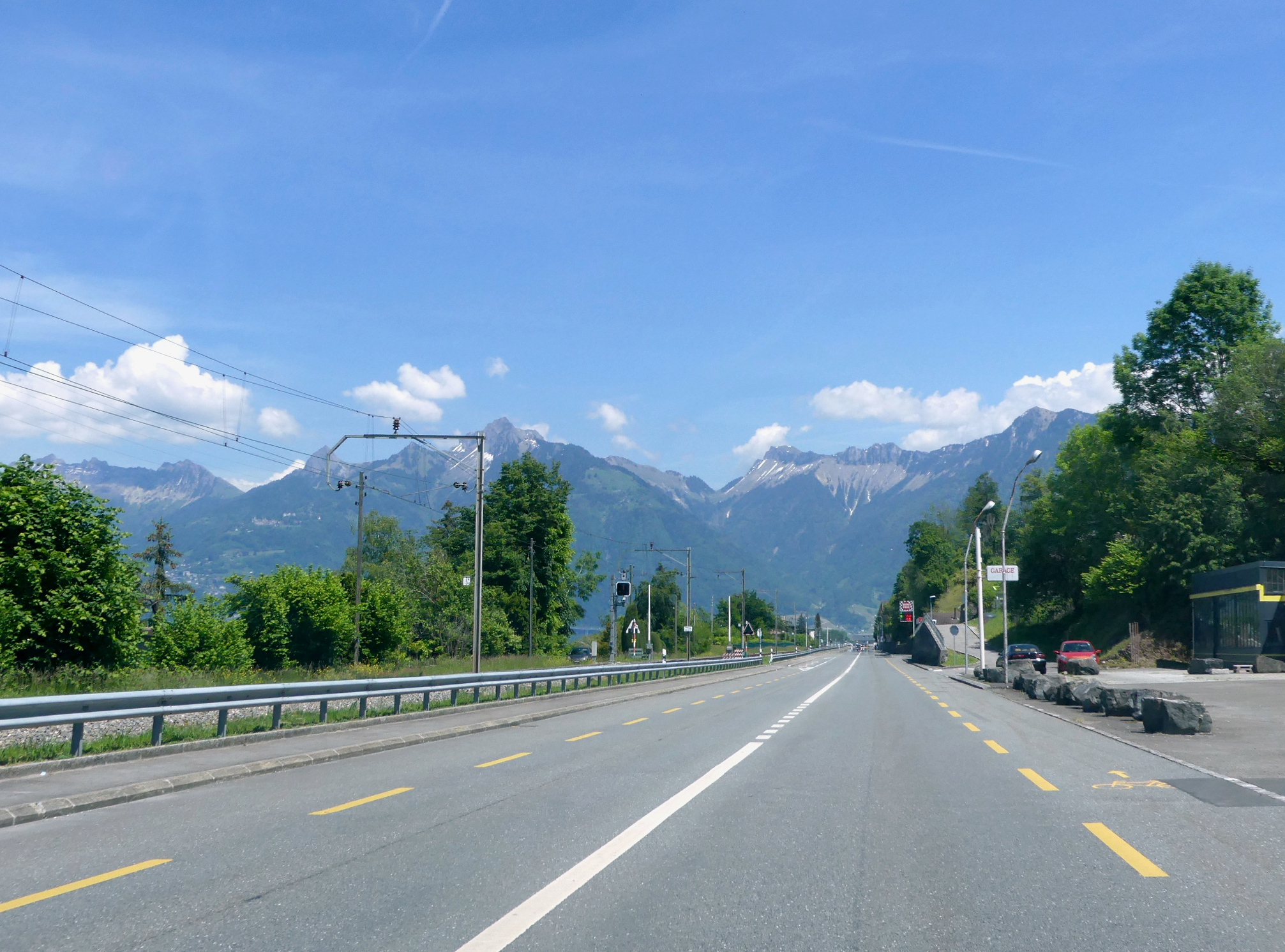
La route H21 quittant St-Gingolph pour Port-Valais.
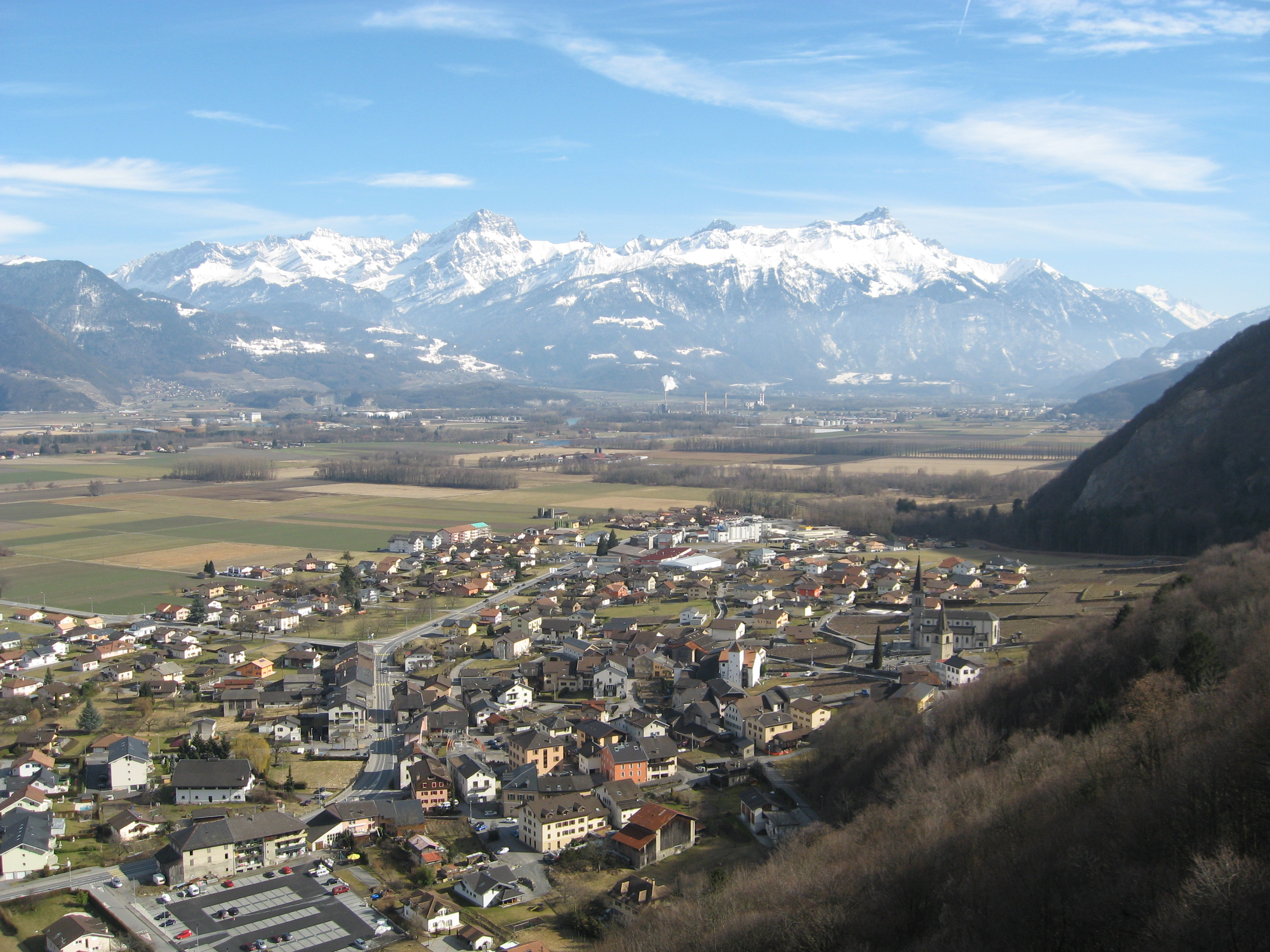
L'intersection de la H21 avec la H11 à Vionnaz.
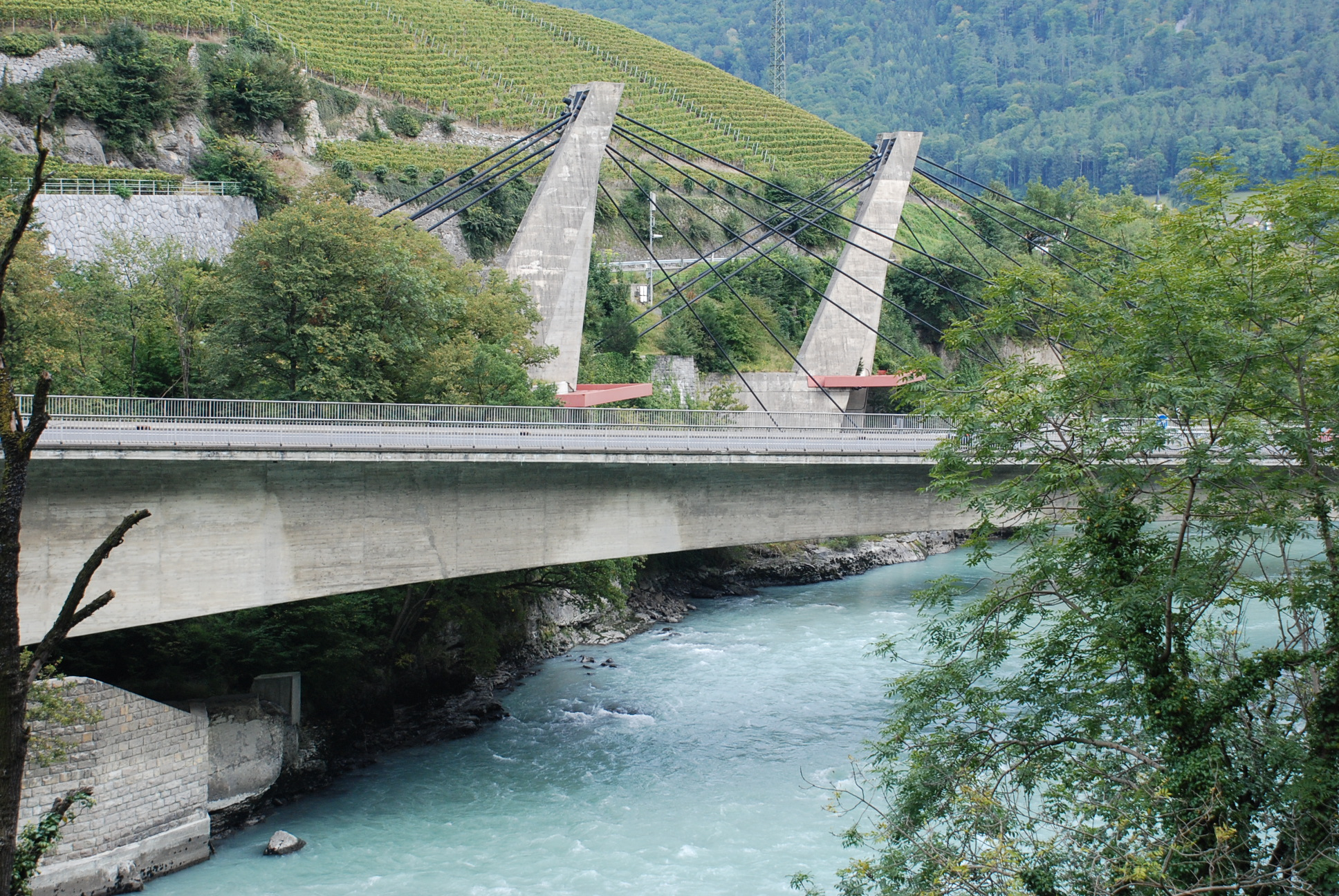
Le pont sur le Rhône à St-Maurice.
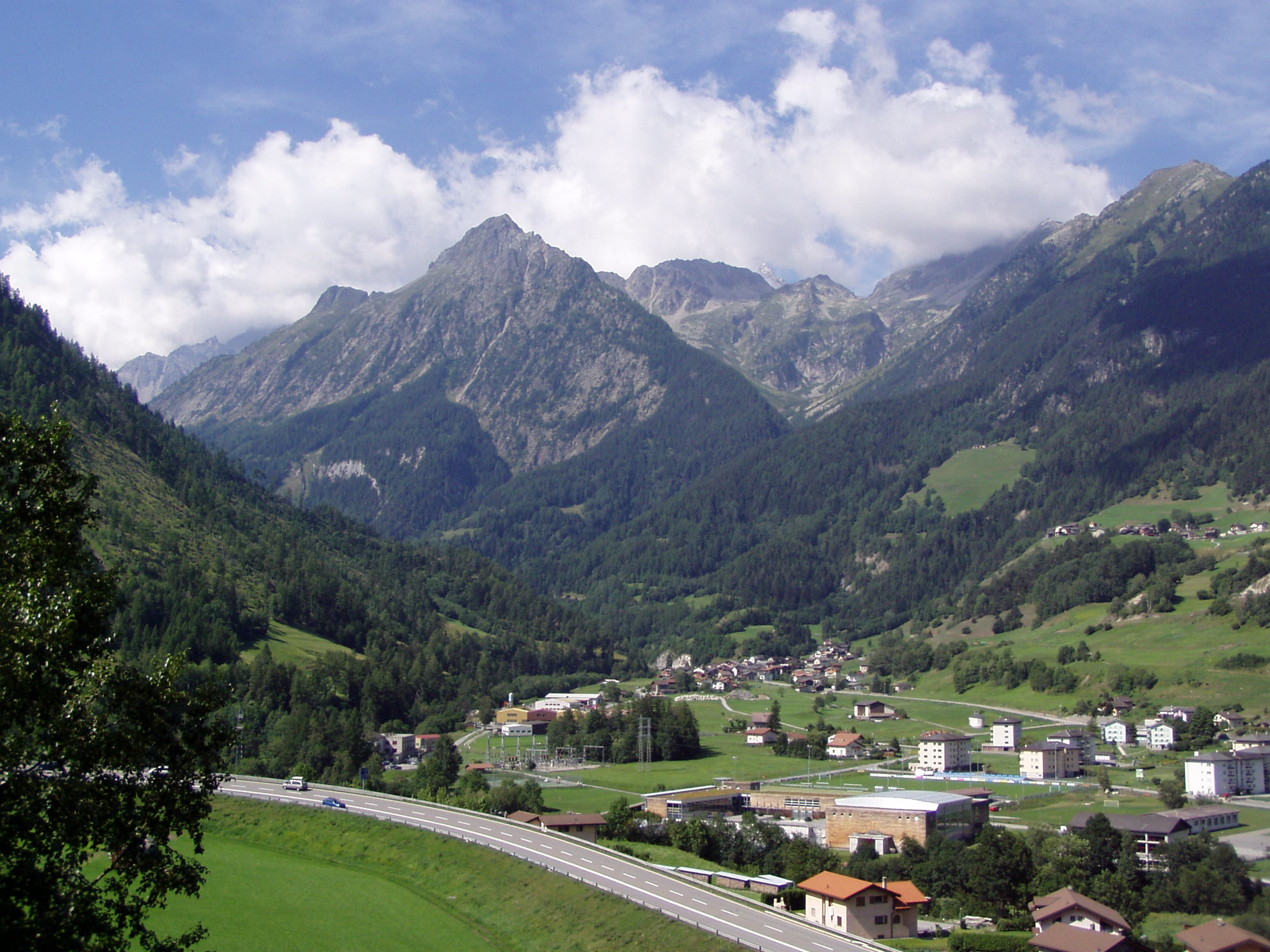
La H21 au-dessus d'Orsières
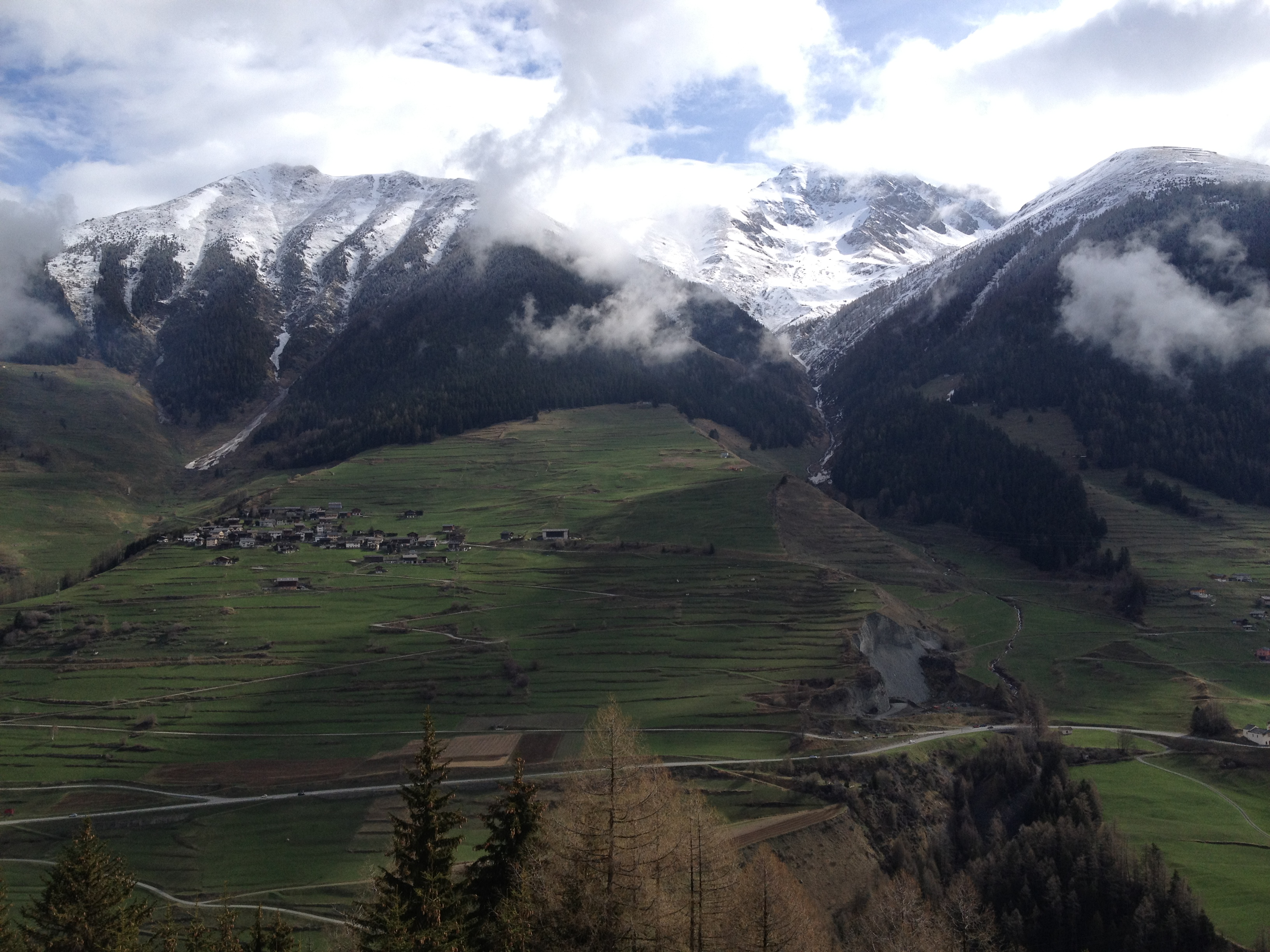
La H21 en dessous de Chandonnes peu avant Liddes.
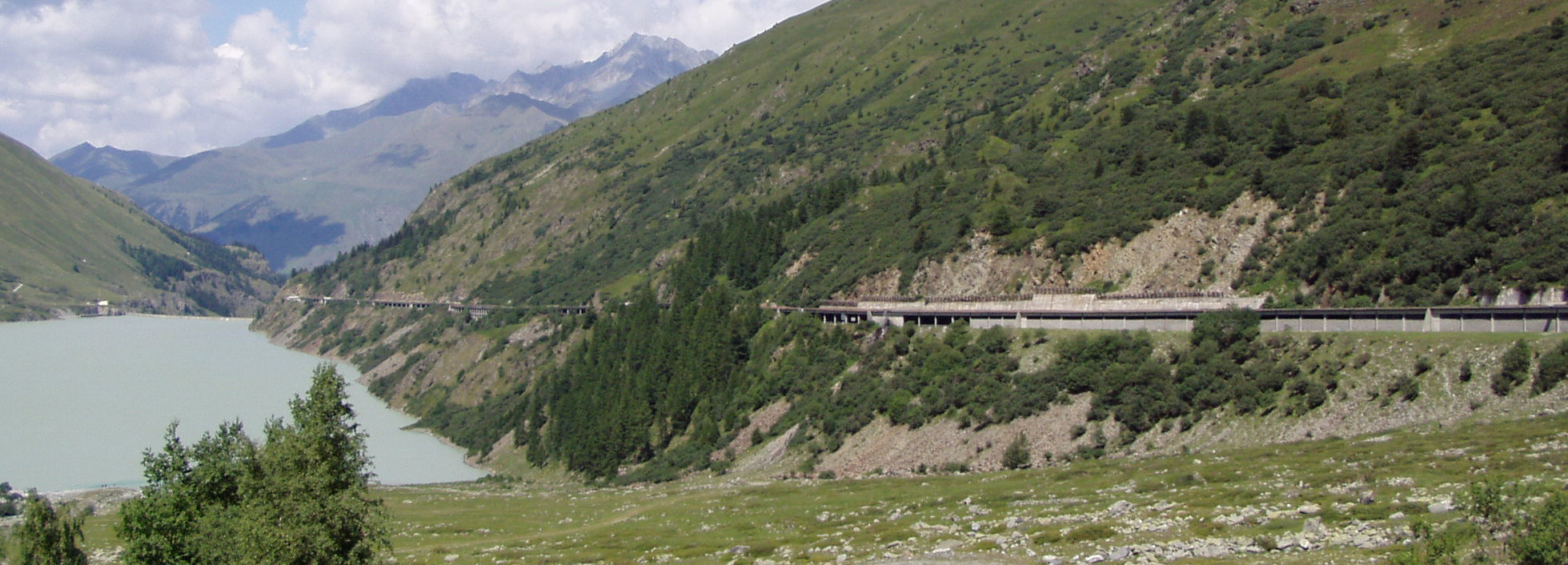
Galerie entre Bourg-St-Pierre et le tunnel du Gd-St-Bernard.

## Projets
Il était prévu la construction d'une route d'évitement de Saint-Gingolph à ciel ouvert et en tranchée couverte. Ce projet tenait notamment compte de la nouvelle route principale H144 Villeneuve - Les Evouettes, de l'amélioration du tronçon de la H21 Vouvry - Le Bouveret en partie réalisé, et était en lien avec des intentions des autorités françaises de renforcer la liaison internationale sur la rive sud du lac Léman. Le projet a été définitivement abandonné par les autorités valaisannes qui ont levé fin 2020 le gel des terrains auparavant réservés à ce projet. L'amélioration de la desserte ferroviaire en lien avec le Léman Express est maintenant privilégiée pour améliorer l'accessibilité de ce secteur du Chablais tout en maîtrisant les flux des déplacements,.